# Daytona USA: Circuit Edition
Ne doit pas être confondu avec Daytona USA: Championship Circuit Edition ou Daytona USA: C.C.E. Net Link Edition.
Daytona USA: Circuit Edition (デイトナＵＳＡ　サーキット　エディション) est un jeu vidéo de course de NASCAR sorti exclusivement sur Saturn le 24 janvier 1997, uniquement au Japon. Le jeu a été développé par Sega CS2 et édité par Sega. Il fait partie de la série Daytona USA, dont il représente la troisième adaptation sur Saturn.

## Système de jeu

### Généralités
Daytona USA: Circuit Edition est un jeu vidéo de course dans lequel les joueurs pilotent des voitures de catégorie stock-car ; la conduite est de type arcade, c'est-à-dire que la prise en main des véhicules est immédiate, au contraire des simulations dans lesquelles le réalisme prime. En dehors du premier circuit sur lequel les véhicules sont déjà élancés avant le signal, les départs sont arrêtés sur une grille ; jusqu'à 40 compétiteurs participent aux courses. Un compte à rebours débute au lancement de chacune d'elles ; lorsque les joueurs franchissent des étapes, appelées check points, une durée supplémentaire est accordée. La course se termine lorsqu'un joueur humain a franchi la ligne d'arrivée, où lorsque le compte à rebours est écoulé.
Le jeu peut être utilisé avec une manette classique, mais aussi avec l'Arcade Racer Joystick, le volant officiel de la console, ou avec le Sega Multi Controller de NiGHTS into Dreams….

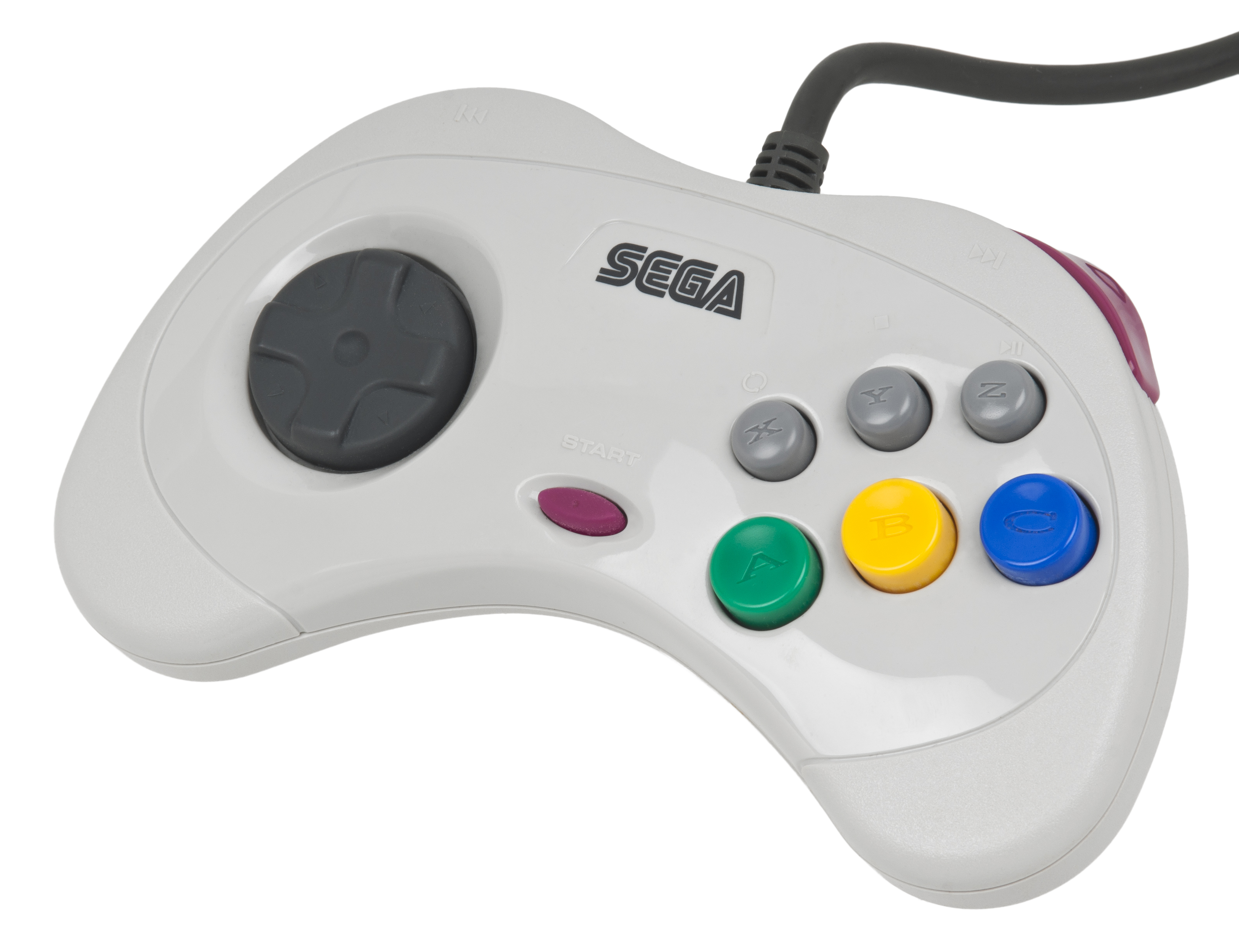
Le second modèle japonais du Control Pad, une des manettes classiques de la console.
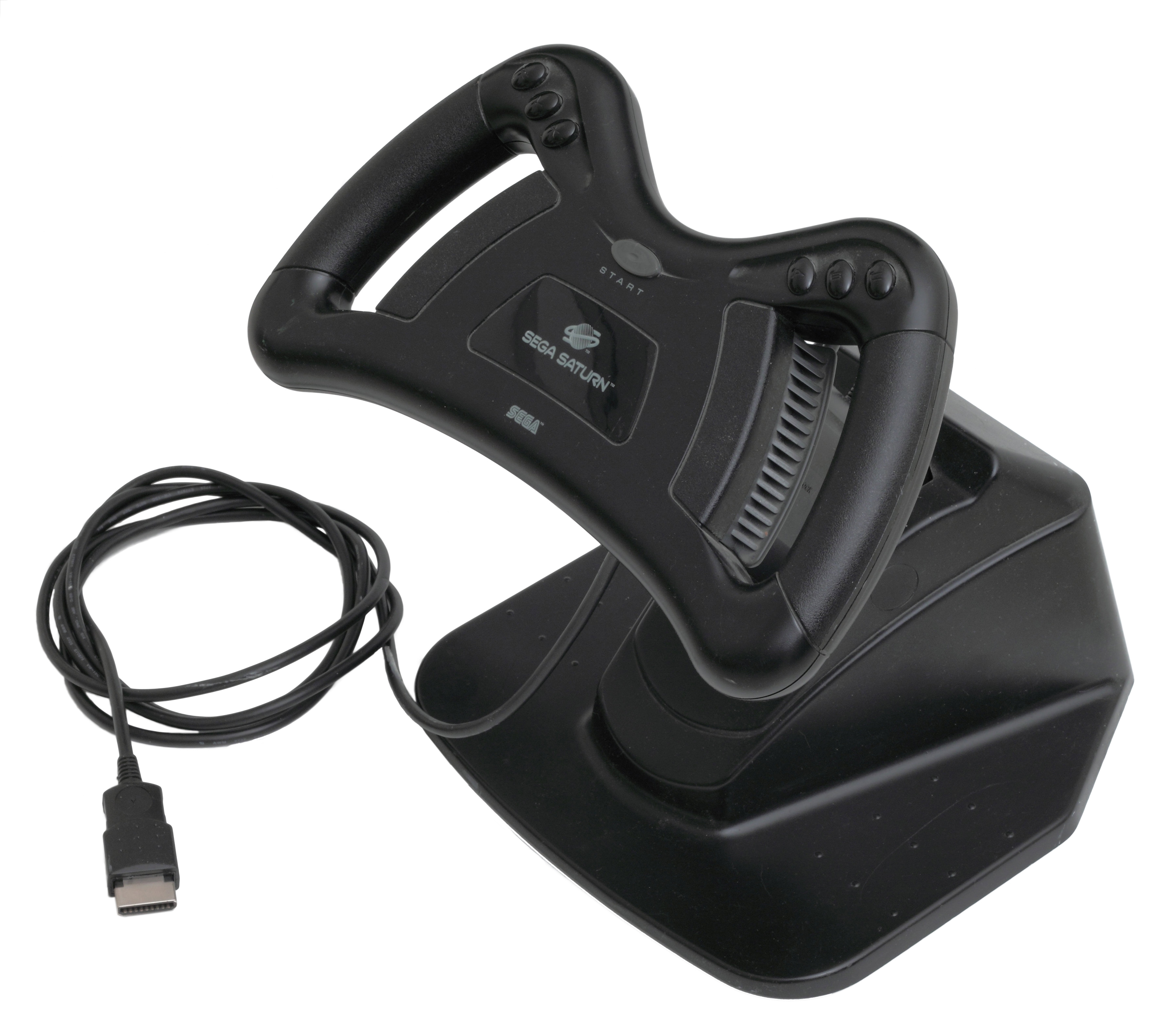
L'Arcade Racer Joystick, le volant officiel de la console (version occidentale).
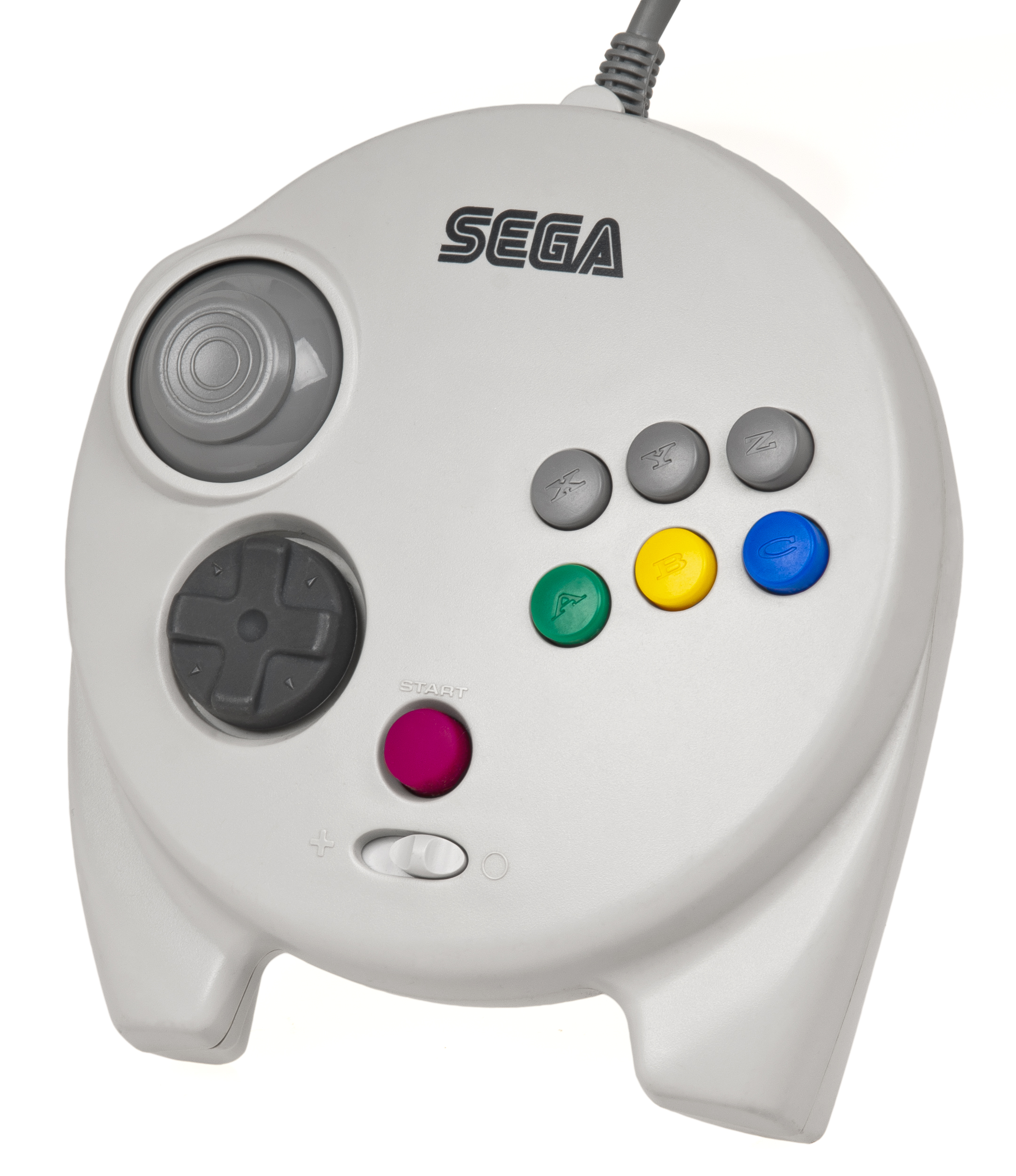
Le Sega Multi Controller, la manette analogique japonaise de la console.

### Différences avecDaytona USA: Championship Circuit Edition
Daytona USA: Circuit Edition est une version améliorée de Daytona USA: Championship Circuit Edition, sorti sur Saturn en novembre 1996 en dehors du Japon ; elle comprend l'intégralité du contenu de ce jeu, auquel s'ajoutent les particularités suivantes :
- le jeu est désormais affiché à une fréquence de 60 Hz[3] ;
- il comporte à la fois les musiques du premier Daytona USA et celles de Daytona USA: Championship Circuit Edition, ainsi que deux nouvelles pistes audio[2],[3],[4],[5] :
  - The Noisy Roars of Wildness, pour le circuit National Park Speedway,
  - Pouding Pavement, pour le circuit Desert City ;
- il offre la possibilité de jouer à différents moments de la journée : matin, crépuscule ou nuit[3],[4],[6] ;
- certaines textures ont été modifiées[3],[4] et les graphismes sont plus fins[6] ;
- la distance d'affichage a été revue à la hausse[4] ;
- de nouvelles options de contrôle du véhicule sont disponibles, permettant une conduite plus proche de celle du jeu original[4],[6] ;
- il est désormais possible de joueur en réseau[6] de deux manières :
  - soit en reliant deux Saturn entre elles[3], grâce au Taisen Cable[1] (réseau local),
  - soit en connectant la console au réseau XB∀ND, grâce au Sega Saturn Modem[1] (jeu en ligne).

## Développement
Profitant d'un délai supplémentaire de presque trois mois, la division Sega CS2 s'est appuyée sur le travail effectué par Sega CS sur Daytona USA: Championship Circuit Edition afin de présenter une version destinée uniquement au territoire japonais, lequel avait été privé de la précédente, bien qu'initialement annoncée. Cela a permis à l'équipe de corriger les défauts reprochés par les critiques, notamment ceux concernant la maniabilité des véhicules et le remix des musiques, et d'apporter des améliorations techniques ainsi que du contenu supplémentaire pour en faire une mouture qui sera finalement jugée bien meilleure,,.

## Réception

### Sortie et confusion avecDaytona USA: Championship Circuit Edition
Initialement annoncé au Japon pour novembre 1996 sous les noms de Daytona USA: Circuit Edition ou Daytona USA: Champion Edition, Daytona USA: Championship Circuit Edition est finalement annulé sur ce territoire. La version européenne, prévue pour janvier 1997, est avancée à novembre 1996, à la suite d'une forte demande des Européens. Le Japon aura finalement droit à sa propre version, reprenant le nom des premières annonces, Daytona USA: Circuit Edition ; le jeu sortira le 24 janvier 1997.

### Accueil
Avant que Daytona USA: C.C.E. Net Link Edition ne sorte sur Saturn américaine en février 1998, Daytona USA: Circuit Edition, grâce à ses améliorations techniques, à son contenu supplémentaire et surtout aux corrections apportées à la maniabilité des véhicules, était considéré comme la meilleure version du jeu,,. Toutefois, le magazine britannique Sega Saturn Magazine précise, face aux demandes de ses lecteurs, que se procurer le titre en import engendre un coût conséquent et qu'utiliser le jeu avec une cartouche adaptatrice ralentirait sa cadence de 17%, en plus d'ajouter des bandes noires non présentes sur Daytona USA: Championship Circuit Edition du fait des différences techniques entre les standards de codage PAL et NTSC.